# Python (Efteling)
Pour les articles homonymes, voir Python.
Python est un parcours de montagnes russes en métal situé au parc d'attractions néerlandais Efteling.

## Présentation
Python est situé à l'extrême sud-est du parc dans la section Ruigrijk. Appelé en français « Royaume Sauvage » ou encore « Royaume Déchaîné », il se trouve dans la partie orientale du parc. Cette section est celle des sensations mais le public y trouve des attractions pour les petits et les familles.
Python ouvre le 12 avril 1981, la même année que Gondoletta et est à l'époque les plus grandes montagnes russes sur le continent européen. Python possède quatre inversions (deux loopings et deux tire-bouchons), ce qui est très spectaculaire en 1981. En effet, les toutes premières montagnes russes possédant quatre inversions datent de l'année précédente. Il s'agit de Carolina Cyclone à Carowinds en Caroline du Nord, États-Unis.
Le parcours est composé d'une montée à chaîne (lift) de 29 mètres, puis d'une descente de 22 mètres suivie directement de deux loopings. Ensuite un passage avec deux tire-bouchons puis une descente en hélice pour terminer.
Python est une des attractions les plus connues et les plus fréquentées de Efteling.

## Histoire
Avec cette attraction, Efteling inaugure une nouvelle stratégie : passer d'un parc de contes à un véritable parc d'attractions.
En 1981, le parc s'attire l'inimitié de la communauté locale. Les écologistes ont essayé de faire retirer le permis de construire, des voisins craignaient une augmentation de nuisances causées par l'augmentation des visiteurs. La plus haute cours de justice publique ordonna l'arrêt de la construction pour cause de probables nuisances sonores. La construction pu reprendre par la suite, mais les problèmes légaux perdurèrent plusieurs années.
L'attraction est dotée d'un système de photo on ride. Python est la plus vieille attraction d'Efteling dotée d'une installation photo au cours du trajet, mais cette installation n'existe pas depuis le début. C'est seulement en 1994, treize ans après l'ouverture des montagnes russes, qu'elle fut installée.
En 1995, l'extension des heures d'ouverture (jusqu'à 22h) et les décibels (+45) de l'attraction vieillissante devinrent un problème. Des plans ont été soumis à la municipalité locale, décrivant une prolongation (longueur : 1 600 m ; hauteur : 41 m ; vitesse : 100 km/h) ainsi qu'une rénovation complète qui devait réduire sensiblement le bruit. En raison du coût élevé, les fonds ont été assignés à la construction de nouvelles montagnes russes: Vogel Rok (« L'Oiseau Roc » en français). Python, la Villa Volta et l'Oiseau Roc furent tous trois construits par Vekoma.
Efteling espéra obtenir le permis de nuit pour Python avec quelques petites rénovations (de nouveaux trains et nouvelle chaîne), mais on leur répondit que Python pourrait simplement rester ouvert jusqu'au 22h mais pas plus tard.
Les trains d'origine proviennent des constructeurs Arrow et furent remplacés par des exemplaires de Vekoma en 1996. 
Les deux trains Vekoma furent remplacés en 2005 par des trains de la firme Kumbak. Depuis la saison 2006 jusqu'en 2011, les trains sont parés de nouveaux harnais et le dernier wagon des trains représente la queue du Python. Ce wagon n'accueille pas de passager. Le 16 décembre 2011, l'attraction ouvre avec les nouveaux trains MK-1212 de Vekoma. Le logo aussi a évolué avec le temps.

## Données techniques
- Longueur : 750 mètres
- Hauteur : 29 mètres
- Hauteur chute : 22 mètres

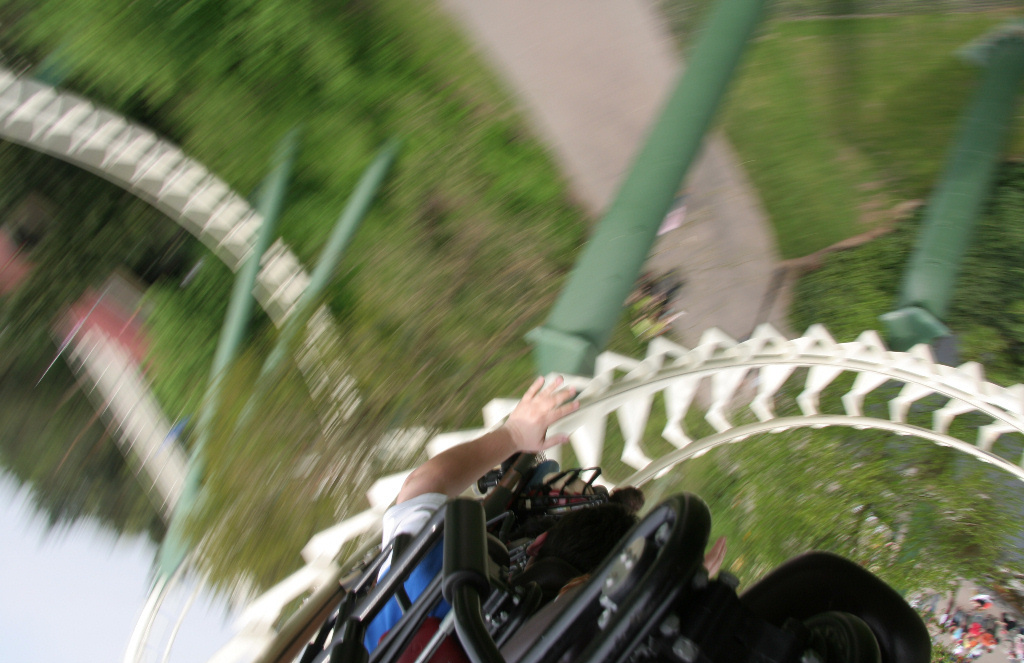
Python Onride.

- Inversions : 4 (2 loopings et 2 tire-bouchons)
- Modèle : Double Loop Corkscrew
- Vitesse : 75 km/h
- Force de gravitation : 3,5 g positif
- Capacité : 1 400 passagers par heure
- Coût : 4 500 000 euros (10 000 000 florins)
- Constructeurs : Arrow (trains : 1981) Vekoma (structure : 1981, trains : 1996, 2011); Kumbak (trains : 2005)
- Nombre de trains : 2 trains de 7 wagons, avec 2 rangées de 2 sièges par wagon ; 28 passagers par train.
- Sécurité des trains : Harnais (soutenant les épaules)

## Anecdotes

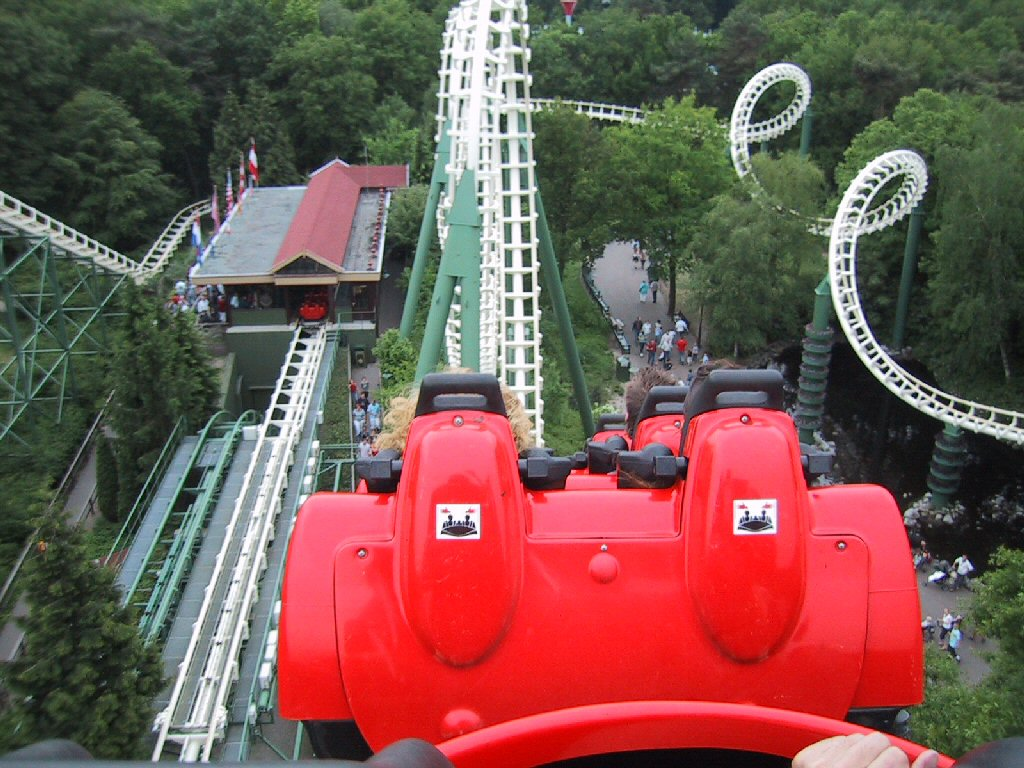
Avant le plongeon.

- Les trains roulent plus vite en fin de journée plutôt qu'en début car l'huile des roues est chaude. La vitesse maximum en fin de journée atteint les 75 km/h.
- Il existe trois copies au monde du « Python », toutes des modèles Double Loop Corkscrew. Celles-ci sont Magic Mountain à Gardaland (Italie), Euroloop à Europark (France) et Montaña Rusa à Diverland (Venezuela) qui fonctionnent encore toutes avec des trains Arrow. Euroloop à Europark se trouvait de 1988 à 1991 sous le nom de Miralooping à Mirapolis et ensuite, fut exploité sous le nom de Mega Looping Bahn à Spreepark jusqu'en 2001. Depuis 2004, Euroloop se trouve à Europark.
- Il existe aussi d'autres MK-1200 de Vekoma, mais ils ne ressemblent pas forcement au « Python ». Un des plus proches, Big Loop à Heide-Park possède un trajet similaire hormis le début et la fin.
- Une grande rénovation du Python fut, un temps, imaginée sous le nom « Python plus ». Le parcours aurait été prolongé et intensifié. Par répercussions, la vitesse aurait été augmentée. (longueur : 1600 m ; hauteur : 41 m ; vitesse : 100 km/h)[5]

## Incident
Le 30 juillet 2007, à la suite d'un problème, le train fut bloqué dans la dernière partie de la montée. Les harnais de sécurité furent ouverts et les visiteurs furent évacués par la passerelle de sécurité. Comme le train devenait de plus en plus léger, l'équilibre de celui-ci se déplaça et il se remit en mouvement. Un des opérateurs de l'attraction failli être emporté avec le train mais fut retenu de justesse par un de ses collègues. Les personnes encore dans l'attraction eurent le réflexe de remettre leur harnais en place et finalement aucun blessé n'est à déplorer.